# Kancelářská sešívačka

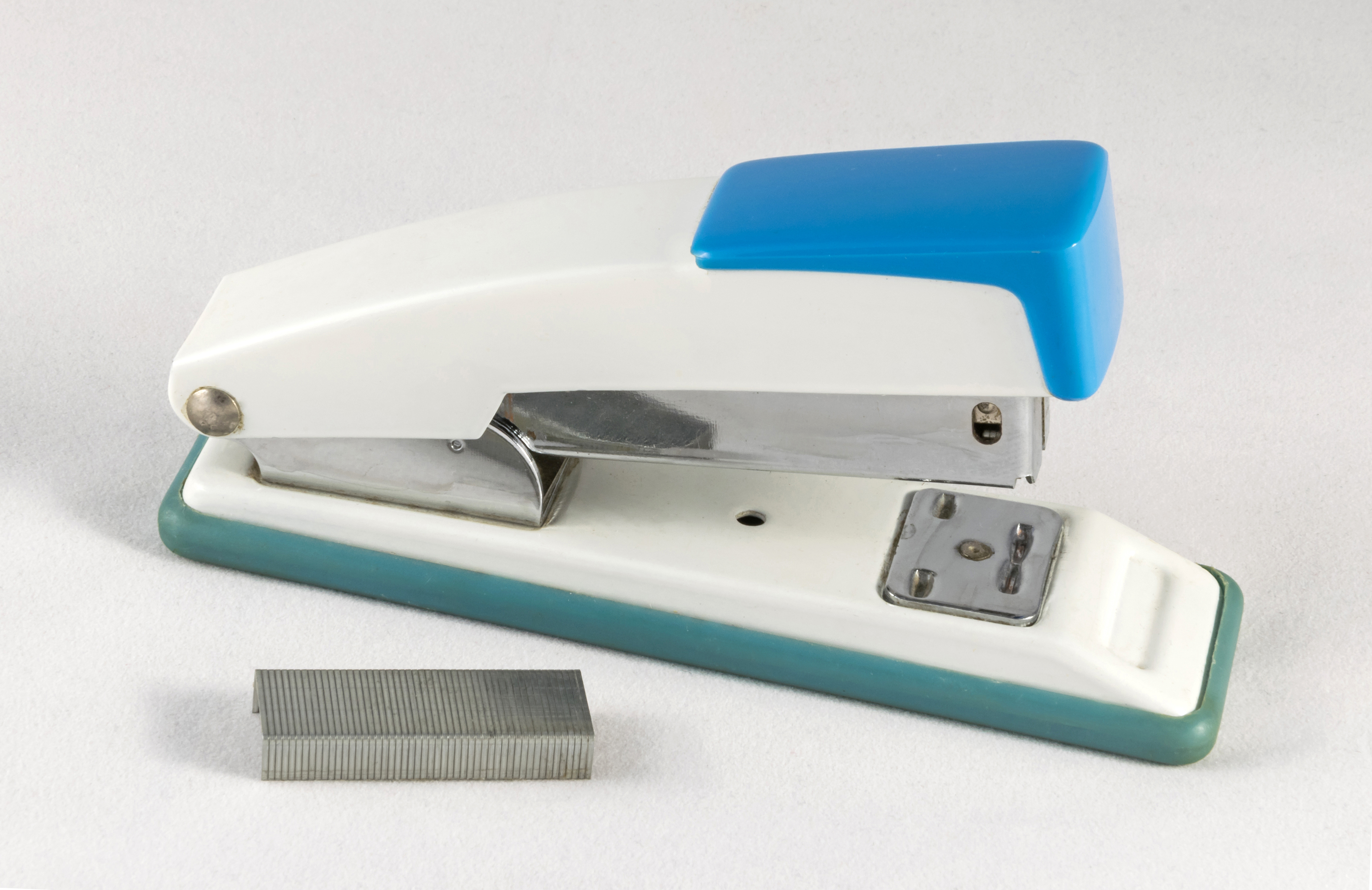
Kancelářská sešívačka

Kancelářská sešívačka (hovorově kůň) je drobné technické kancelářské zařízení, které slouží k mechanickému spojování papírových tiskovin pomocí tenkých drátků. Jedná se vlastně o malou speciální ruční ohýbačku tenkých ocelových drátků. Sešívačka se skládá z pevné části, která tvoří základnu zařízení, a pohyblivé části, v níž je umístěn pružinový zásobník drátků (sponek), které mají tvar širokého písmene „U“. Stlačením horní části sešívačky dojde k uvolnění jednoho drátku (sponky) ze zásobníku a k jeho posunu do vodicí dráhy. Ostré konce drátků proseknou resp. propíchnou spojované papíry, nárazem o pevnou spodní tvarovanou část zařízení se drátky ohnou o 90 a více stupňů směrem k rovině papíru a papíry tak mechanicky spojí - sešijí kovovým drátkem.
Jedná se o rychlou, levnou, spolehlivou a materiálově nenáročnou metodu spojováni tiskovin, která se běžně užívá i při strojním sešívání časopisů, sešitů a dalších předmětů složených z většího množství papírových listů. Toto spojení je i zpětně poměrně jednoduše rozebiratelné. Podle typů sešívaček lze sešívat až 200 listů.